# Buenavista de Zamboanga
Buenavista es un barrio rural de la ciudad de Zamboanga, municipio de primera categoría perteneciente a  la provincia de Zamboanga del Sur en la Región Administrativa de Península de Zamboanga (Región IX) situada al suroeste de la  República de Filipinas  en la isla de Mindanao.

## Geografía
Situado sobre la costa oriental a 54 km del centro de la ciudad, accesible por la  carretera  AH-26  Autopista Marhalika
Saltar a: navegación, búsqueda.

### Demografía
En el año 2007 contaba con 5.218 habitantes que ocupaban 1.207 hogares. En 2010 la población asciende a 5837 habitantes.

### Economía
Buenavista es una tierra agrícola sembrada de cocoteros. A lo largo de la carretera vemos diferentes frutas locales y  bananas. En las zonas montañosas maíz, arroz de secano y  yuca.

## Administración
Su alcalde (Punong Barangay) es Eugene C. Jumawan.
En 1958, Buenavista se promulgó como barrio de la ciudad de Zamboanga. Este barrio agrupa siete sitios (puroks).
Forma parte del Distrito II.

## Historia
En el año 1891, algunos musulmanes  habían ocupado  la zona próxima al mar, una zona de manglares. En el resto del término,  un lugar montañoso y de árboles,  los indios vivían de la caza de animales salvajes.
Desde la parte más elevada se divisaba una hermosa panorámica de los mares, islas, manglares, la vida silvestre, como los árboles, las flores y los animales.
Un día el ejército español pasó por el lugar. Mientas los militates  disfrutaban mirando a su alrededor, nativos permanecían  escondidos en un gran tronco de un  árbol, desde donde oyeron exclamar un grito de admiración: Buenavista, que significa bueno y bello espectáculo.
Al oírlo los indios  pensaron  que este era  el nombre de aquel lugar.

## Festividades
Su fiesta patronal se celebra el día 12 de mayo.